# Apatura ragonoti
Apatura ragonoti är en fjärilsart som beskrevs av Gustave Arthur Poujade 1896. Apatura ragonoti ingår i släktet Apatura och familjen praktfjärilar. Inga underarter finns listade i Catalogue of Life.